# Kuusiku
Kuusiku är en ort i Estland. Den ligger i Rapla kommun och landskapet Raplamaa, i den västra delen av landet, 50 km söder om huvudstaden Tallinn. Kuusiku ligger 55 meter över havet och antalet invånare är 210.
Terrängen runt Kuusiku är mycket platt. Runt Kuusiku är det mycket glesbefolkat, med 7 invånare per kvadratkilometer. Närmaste större samhälle är Rapla, 5,5 km nordost om Kuusiku. I omgivningarna runt Kuusiku växer i huvudsak blandskog.